# Arctosa schweinfurthi
Arctosa schweinfurthi là một loài nhện trong họ Lycosidae.
Loài này thuộc chi Arctosa. Arctosa schweinfurthi được Embrik Strand miêu tả năm 1906.